# Xã Willmar, Quận Kandiyohi, Minnesota
Xã Willmar (tiếng Anh: Willmar Township) là một xã thuộc quận Kandiyohi, tiểu bang Minnesota, Hoa Kỳ. Năm 2010, dân số của xã này là 513 người.